# Nowosybirski Medyczny Uniwersytet Państwowy
Nowosybirski Medyczny Uniwersytet Państwowy (ros. Новосибирский государственный медицинский университет) – jeden z uniwersytetów znajdujących się w Nowosybirsku. Założony w 1935 roku jako Instytut Medyczny, w latach 1999-2005 funkcjonował jako Akademia Medyczna, a od 2005 roku jest to uczelnia o statusie uniwersytetu.

## Historia
W 1935 roku decyzją sowieckiej Rady Komisarzy Ludowych utworzony został w Nowosybirsku, na bazie istniejących tu wcześniej szkół zajmujących się kształceniem kadry lekarskiej, Instytut Medyczny. W pierwszym roku działalności placówki, jej kadra naukowa składała się z 17 osób, a naukę zaczęło pobierać 127 studentów. Szczególny rozwój uczelni przypadł na okres wielkiej wojny ojczyźnianej, gdy instytut położył szczególny nacisk by zapewnić wsparcie medyczne dla sowieckiego wysiłku wojennego. Nowosybirscy profesorowie medycyny kształcili wówczas kadry, zarówno w ramach normalnego toku studiów jak i specjalnych kursów, by umożliwić skuteczniejszą pomoc zdrowotną dla żołnierzy walczących na froncie. Po zakończonym konflikcie uczelnia dalej się rozwijała. Lata 1947-1964 to głównie czas inwestycji w nowe budynki oraz sprzęt medyczny. Równocześnie zacieśniano więzy z placówkami opieki medycznej, zarówno w samym mieście Nowosybirsku jak i w całym obwodzie nowosybirskim. W 1965 roku zostaje uruchomiony Wydział Pediatrii. Lata 1971-1980 to dekada burzliwego rozwoju, przy wielkim finansowym wsparciu sowieckiego Ministerstwa Zdrowia, Nowosybirski Instytut Medyczny wzmacnia swe zaplecze techniczno-materiałowe i staje się wiodącą uczelnią tego typu na terenie Syberii. W 1972 roku otwarto nowy budynek instytutu, z nowymi laboratoriami, salami wykładowymi, a wkrótce oddano do użytku dwa studenckie akademiki. W 1978 roku uruchomiono Wydział Stomatologiczny. Po rozpadzie Związku Radzieckiego pojawiają się problemy ekonomiczne, ale uczelnia nadal stara się utrzymywać swoją dotychczasową renomę, głównie dzięki dobrej kadrze naukowej. Spada także średnia liczba studentów, z poziomu 800 w czasach sowieckich do około 550 już w dobie Federacji Rosyjskiej.

## Uniwersytet obecnie
W 1998 roku Nowosybirski Instytut Medyczny otrzymuje nowy certyfikat państwowy i od 1999 roku uczelnia zaczyna funkcjonować jako Nowosybirska Medyczna Akademia Państwowa. Poprawa sytuacji ekonomicznej w Rosji po 2000 roku sprawia, że uczelnia ponownie zaczyna się rozwijać. W 2005 roku po spełnieniu wszystkich wymogów akredytacyjnych uczelnia uzyskuje status uniwersytecki i jest odtąd znana jako Nowosybirski Medyczny Uniwersytet Państwowy. W 2009 roku na uczelni studiowało 4900 osób. Według danych z 2011 roku uniwersytet zatrudnia około 1700 pracowników, a naukę pobiera tu około 5000 studentów. Zajęcia prowadzone są w 70 placówkach medycznych zlokalizowanych w największych szpitalach i klinikach Nowosybirska i okolic. 
W 2010 roku hucznie obchodzono siedemdziesiątą piątą rocznicę powstania uczelni. Przy uniwersytecie działają różnego rodzaju grupy społeczne, a jej biblioteka posiada niezwykle zasobne zbiory publikacji i książek. Nowosybirski Medyczny Uniwersytet Państwowy nawiązał też współpracę międzynarodową z wieloma instytucjami naukowymi, także za granicą, m.in. w Irlandii, Indiach, Francji, Niemczech, Chorwacji i w Stanach Zjednoczonych. Kadra naukowa uczestnicy w  wielu międzynarodowych projektach i dociera nawet do krajów takich jak Mongolia. Od 2010 roku uniwersytet organizuje też tzw. targi pracy, mając na celu zachęcenie większej ilości młodych ludzi do wyboru uczelni jako miejsca podjęcia studiów.

## Wydziały
- Wydział Medycyny Ogólnej
- Wydział Pediatrii
- Wydział Stomatologii
- Wydział Pracy Socjalnej
- Wydział Psychologii Klinicznej
- Wydział Zarządzania
- Wydział Profilaktyki Zdrowia[6]